# Isabelle Fieschi
Isabelle Fieschi (en italien, Isabella Fieschi) dite fosca « ténébreuse » Fieschi (avant 1320  - après 1356), fut dame de Milan (1331 - 1349) par son mariage avec Luchino Visconti, Seigneur de Milan.

## Biographie
Isabelle Fieschi est la fille du noble génois Carlo Fieschi, comte de Savignone et la nièce du pape Adrien V. 
Le mariage avec Luchino Visconti a été arrangé pour conclure une alliance entre Gênes et Milan. La cérémonie a eu lieu à Milan en 1331.
Isabelle était connue pour sa beauté et sa vie amoureuse et aurait eu plusieurs amants. 
Le mariage entre Luchino et Isabelle donna naissance le 4 août 1346 à des jumeaux : 
- Luca, connu comme Luchino Novello Visconti (1346-1399),
- Giovanni.

L'évènement a été célébré par le madrigal O in Italia felice Liguria de Jacopo da Bologna, actif près de la cour de Luchino depuis 1339.
En 1347, Isabelle a effectué une visite à Venise. Au cours de sa visite, elle aurait participé à une partouze au cours de laquelle elle aurait eu des rapports sexuels avec trois hommes en même temps, parmi eux Andrea Dandolo, le Doge de Venise et le neveu de son époux, Galéas II Visconti. Lorsque son mari a eu connaissance de l'affaire, il a juré de la punir sévèrement.
Quand il est mort peu de temps après (1349); la cause invoquée est un empoisonnement par Isabelle motivé par la légitime défense,.
Après la mort de Luchino Visconti, Isabelle a été obligée de renoncer aux droits de son fils pour la signoria de Milan et a été placée en détention. 
En 1356, Isabelle réussit à s'échapper de Milan. Selon les témoignages, elle serait retournée auprès de sa famille à Savignone.